# Dichochrysa rothschildi
Dichochrysa rothschildi is een insect uit de familie van de gaasvliegen (Chrysopidae), die tot de orde netvleugeligen (Neuroptera) behoort. 
Dichochrysa rothschildi is voor het eerst wetenschappelijk beschreven door Navás in 1915.